# Gota (juego)
Gotas (juego) también conocido como drops, es un deporte alternativo en el que varias personas compiten por colocar gotas sobre una superficie lisa (tradicionalmente una moneda) sin que esta desborde. Este juego se basa en la tensión superficial del agua para amontonarlas.

## Versión estandarizada
Al igual que otros juegos de mesa o deportes, este, tiene una versión estandarizada que regula su práctica. Las normas estándares son las siguientes:
1. Se utiliza como superficie de juego una moneda de 10 peniques (o lo más grande posible).
2. Cada jugador añade gotas (de aproximadamente 1/20 ml) de agua coloreada o cualquier otro líquido con una jeringuilla o un cuentagotas sobre la moneda en sentido horario.
3. Si la moneda desborda, el jugador cuyo turno esté en curso, será eliminado.
4. Un jugador también puede ser eliminado si toca la superficie de la moneda con el cuentagotas o si tiene una conducta inapropiada como soplar a la moneda ya que este es un deporte en el que prima el fair play.
5. En cada ronda se elimina a un jugador hasta que solo quede uno, ese será el ganador de la partida.

## Variantes

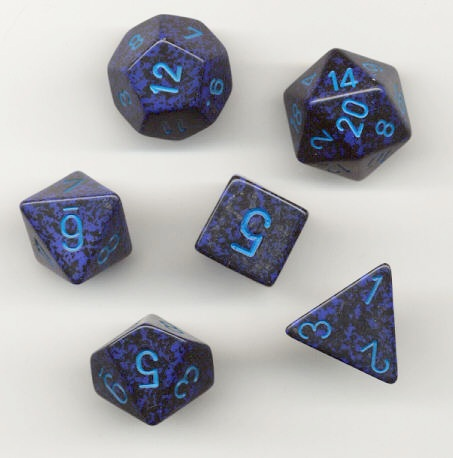
Set con diferentes dados entre los que se incluye el dado de 20 caras utilizado en este juego.

Una variante muy popular es la llamada variante del icosaedro o street drops. Las reglas son las mismas que las de la versión estandarizada salvo por las siguientes excepciones:
1. Antes de que cada jugador juegue, lanzará un dado icosaédrico (de 20 caras).
2. En el caso de que salga un 1, dicho jugador insertará 2 gotas.
3. Si resulta un 2, se cambiará el sentido del juego.
4. Si sale un 20, se saltará el turno al jugador que decida el primero; después, se continuará con el orden de juego correspondiente.